# 430

## Nașteri
- Anastasiu I (Flavius Anastasius), împărat bizantin din 491 (d. 518)
- Julius Nepos, împărat roman (d. 480)

## Decese
- 28 august: Augustin de Hipona, 75 ani, episcop, filozof, teolog (n. 354)